# Lijst van grote Peruviaanse steden

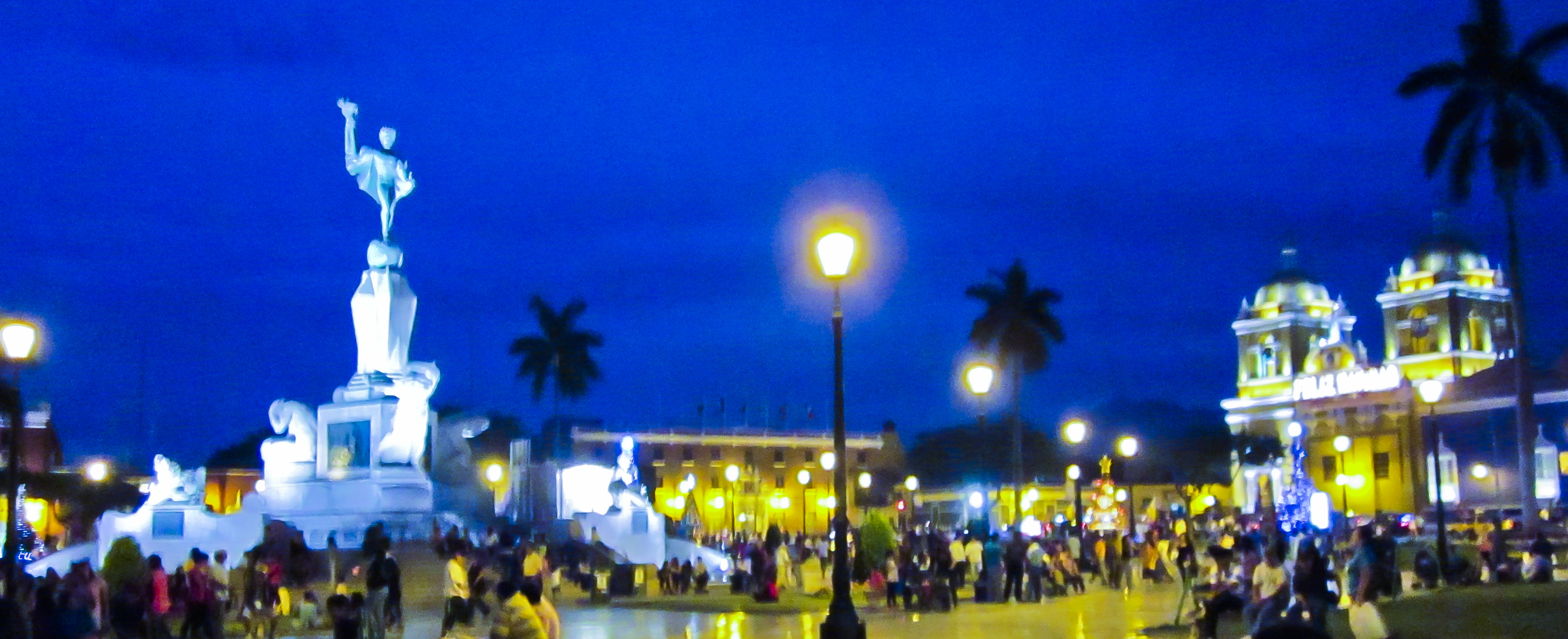
Trujillo, de derde stad van Peru

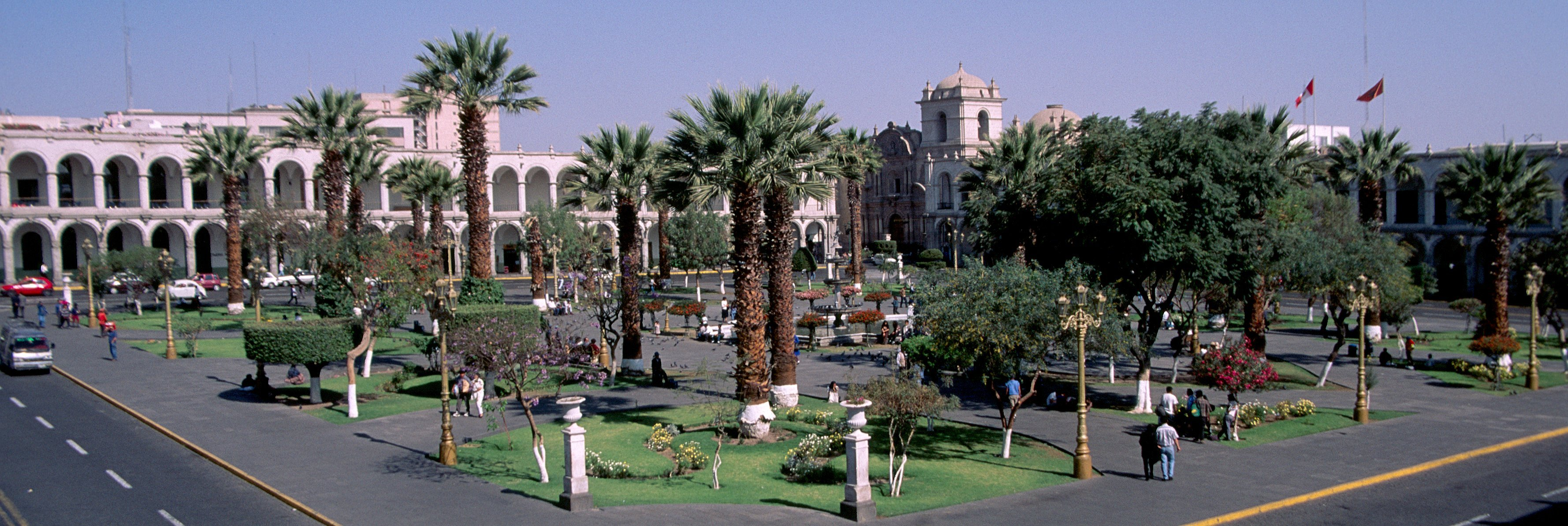
Arequipa, de tweede stad van Peru

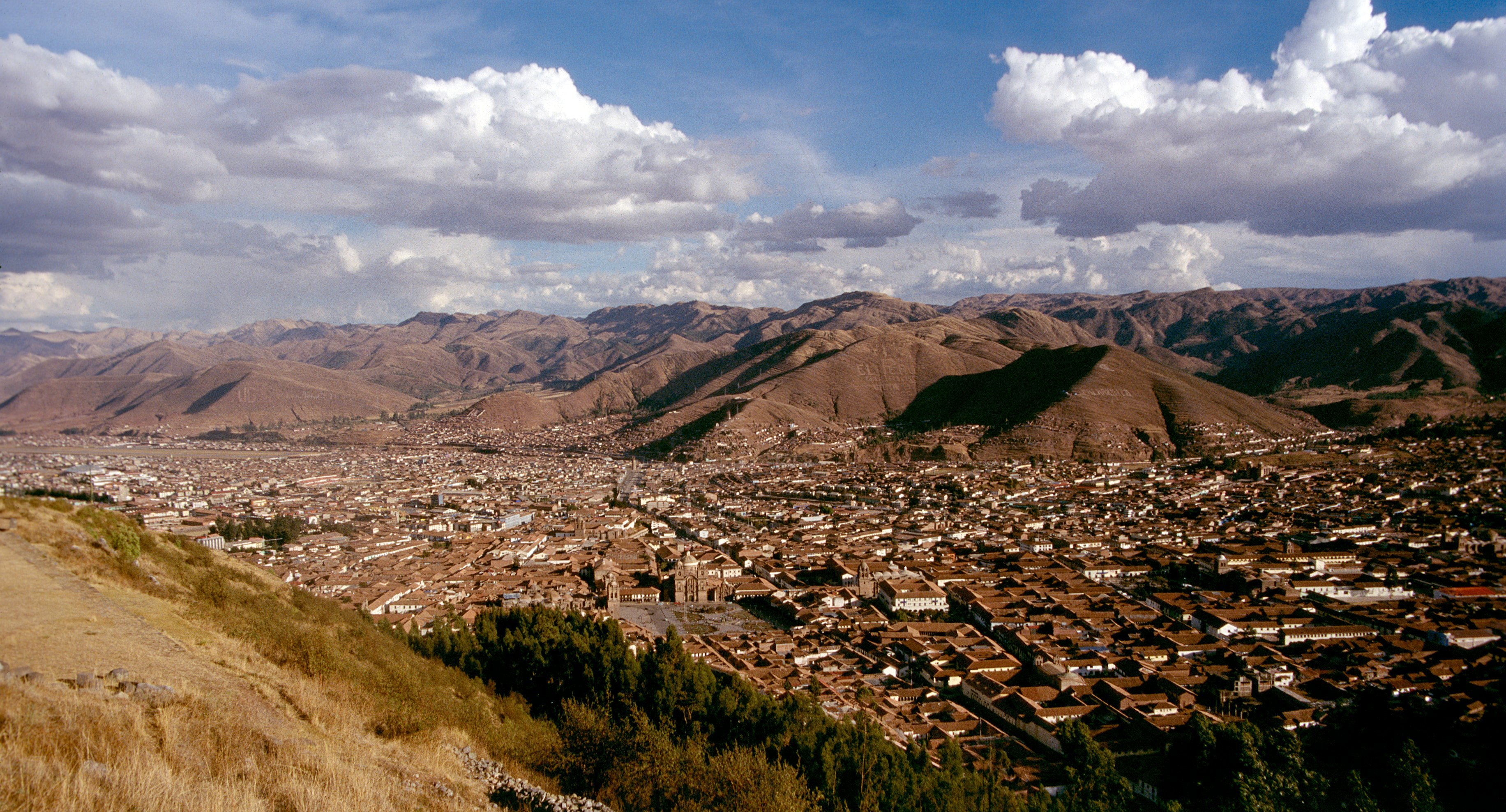
Cuzco, de zevende stad van Peru

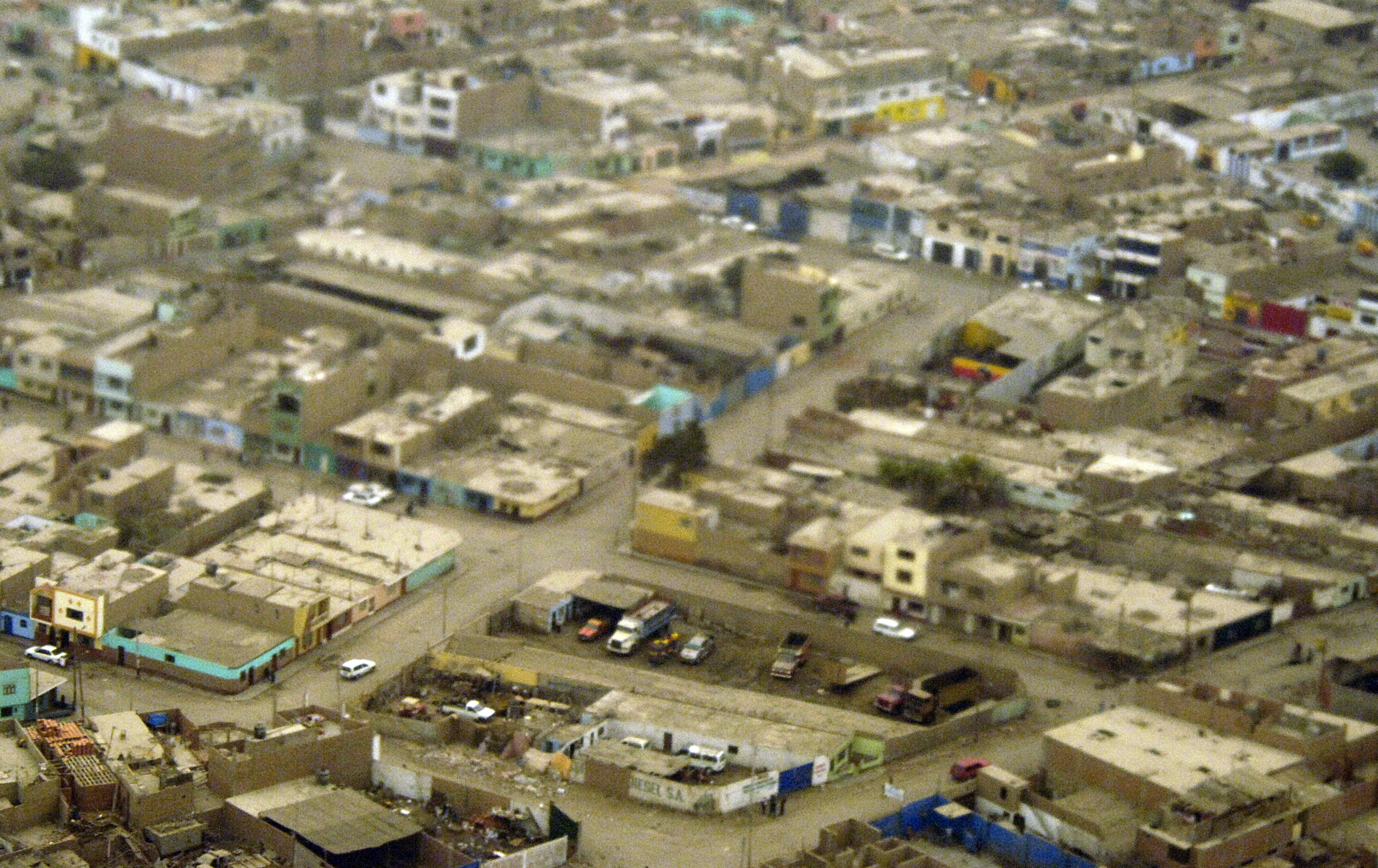
Pisco, de drieëntwintigste stad van Peru

Dit is een lijst van grote Peruviaanse steden. Voor grootstedelijke getallen, zie Lijst van grootste agglomeraties van Peru.
| Peruviaanse steden (Principales Ciudades) | Peruviaanse steden (Principales Ciudades) | Peruviaanse steden (Principales Ciudades) | Peruviaanse steden (Principales Ciudades) | Peruviaanse steden (Principales Ciudades) | Peruviaanse steden (Principales Ciudades) |
| Nr.                                       | Stad                                      | Census 1981                               | Census 1993                               | Census 2007                               | Schatting 2015                            |
| ----------------------------------------- | ----------------------------------------- | ----------------------------------------- | ----------------------------------------- | ----------------------------------------- | ----------------------------------------- |
| 1.                                        | Lima/Callao                               | 3 573 227                                 | 6 321 173                                 | 8 486 866                                 | 9 886 647                                 |
| 2.                                        | Arequipa                                  | 446 942                                   | 619 156                                   | 805 150                                   | 869 351                                   |
| 3.                                        | Trujillo                                  | 354 301                                   | 509 312                                   | 709 566                                   | 799 550                                   |
| 4.                                        | Chiclayo                                  | 279 527                                   | 411 536                                   | 526 010                                   | 600 440                                   |
| 5.                                        | Iquitos                                   | 178 738                                   | 274 759                                   | 360 314                                   | 437 376                                   |
| 6.                                        | Piura                                     | 207 934                                   | 277 964                                   | 421 648                                   | 436 440                                   |
| 7.                                        | Cuzco                                     | 184 550                                   | 255 568                                   | 348 935                                   | 427 218                                   |
| 8.                                        | Chimbote                                  | 216 579                                   | 268 979                                   | 320 240                                   | 371 012                                   |
| 9.                                        | Huancayo                                  | 164 954                                   | 258 209                                   | 336 349                                   | 364 725                                   |
| 10.                                       | Tacna                                     | 98 532                                    | 174 336                                   | 242 451                                   | 293 116                                   |
| 11.                                       | Juliaca                                   | 77 150                                    | 142 576                                   | 216 716                                   | 273 882                                   |
| 12.                                       | Ica                                       | 114 786                                   | 161 406                                   | 227 552                                   | 244 390                                   |
| 13.                                       | Cajamarca                                 | 62 259                                    | 92 447                                    | 161 215                                   | 226 031                                   |
| 14.                                       | Pucallpa                                  | 89 604                                    | 172 286                                   | 270 780                                   | 211 651                                   |
| 15.                                       | Sullana                                   | 112 770                                   | 147 361                                   | 170 302                                   | 201 302                                   |
| 16.                                       | Ayacucho                                  | 69 533                                    | 105 918                                   | 149 391                                   | 180 766                                   |
| 17.                                       | Chincha Alta                              | 75 685                                    | 110 016                                   | 153 598                                   | 177 219                                   |
| 18.                                       | Huánuco                                   | 61 812                                    | 118 814                                   | 146 750                                   | 175 068                                   |
| 19.                                       | Tarapoto                                  |                                           |                                           |                                           | 144 186                                   |
| 20.                                       | Puno                                      | 67 397                                    | 91 877                                    | 119 116                                   | 140 839                                   |
| 21.                                       | Huaraz                                    |                                           |                                           |                                           | 127 041                                   |
| 22.                                       | Tumbes                                    |                                           |                                           |                                           | 111 595                                   |
| 23.                                       | Pisco                                     |                                           |                                           |                                           | 104 656                                   |